# Grand Prix Bruno Beghelli
Le Grand Prix Bruno Beghelli (en italien : Gran Premio Bruno Beghelli) est une course cycliste italienne d'un jour, disputée à Monteveglio, dans la province de Bologne. Créé en 1996, il a remplacé la course Milan-Vignola. En 1996, le championnat d'Italie de cyclisme sur route remporté par Mario Cipollini s'est déroulé sur son parcours.
Il fait partie de l'UCI Europe Tour depuis 2005. La course est tout d'abord classée en catégorie 1.1 avant de passer en 1.HC à partir de 2014.

## Histoire
Il est organisé par le Groupe Sportivo Emilia à la mémoire de Bruno Beghelli, père du fondateur du groupe Beghelli, Gian Pietro Beghelli.
La compétition se déroule sur un circuit qui commence et se termine à Monteveglio, dans la municipalité de Valsamoggia, où se trouvent les usines de Beghelli. Le lieu de départ ne change qu'exceptionnellement.

## Palmarès

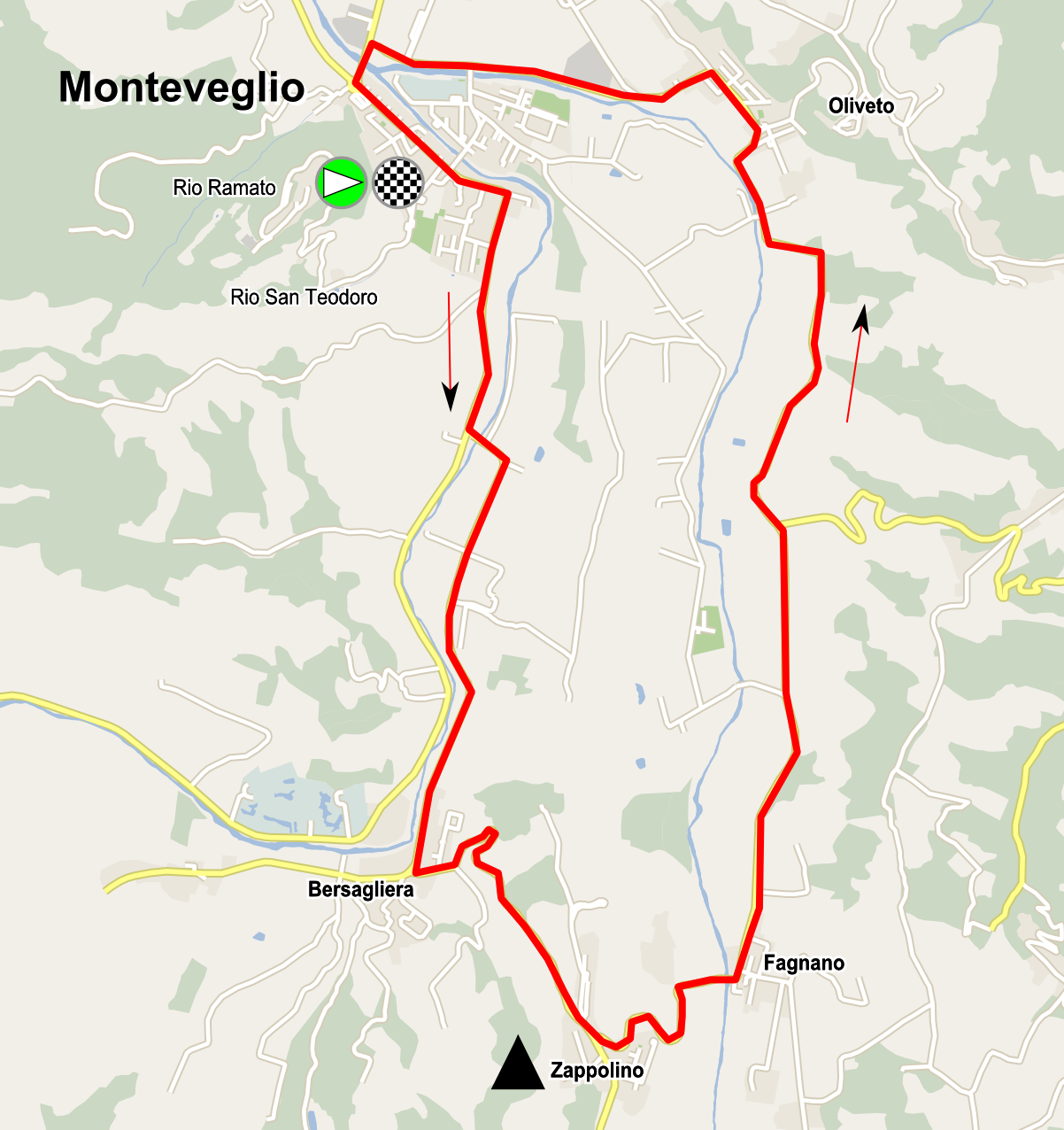
Circuit 2018 de la course féminine

| Année | Vainqueur,          | Deuxième             | Troisième            |
| ----- | ------------------- | -------------------- | -------------------- |
| 1996  | Mario Cipollini     | Mario Traversoni     | Endrio Leoni         |
| 1997  | Stefano Zanini      | Glenn Magnusson      | Luca Mazzanti        |
| 1998  | Stefano Zanini      | Luca Mazzanti        | Paolo Bettini        |
| 1999  | Michael Boogerd     | Alexandre Vinokourov | Dario Frigo          |
| 2000  | Marco Serpellini    | Romāns Vainšteins    | Chann McRae          |
| 2001  | Andreï Tchmil       | Jaan Kirsipuu        | Paolo Valoti         |
| 2002  | Gianluca Bortolami  | Daniele Nardello     | Nicki Sørensen       |
| 2003  | Luca Paolini        | Martin Elmiger       | Luca Mazzanti        |
| 2004  | Danilo Hondo        | Fabio Baldato        | Karsten Kroon        |
| 2005  | Murilo Fischer      | Paolo Bettini        | Paride Grillo        |
| 2006  | Sergio Marinangeli  | Ruggero Marzoli      | Riccardo Riccò       |
| 2007  | Damiano Cunego      | Fabian Wegmann       | Alessandro Bertolini |
| 2008  | Alessandro Petacchi | Mikhaylo Khalilov    | Giuseppe Palumbo     |
| 2009  | Francisco Ventoso   | Giovanni Visconti    | Enrico Rossi         |
| 2010  | Dario Cataldo       | Jakob Fuglsang       | Daniele Pietropolli  |
| 2011  | Filippo Pozzato     | Manuel Belletti      | Giovanni Visconti    |
| 2012  | Nicki Sørensen      | Fabio Felline        | Matteo Rabottini     |
| 2013  | Leonardo Duque      | Manuele Mori         | Elia Favilli         |
| 2014  | Valerio Conti       | Kristjan Koren       | Ilnur Zakarin        |
| 2015  | Sonny Colbrelli     | Manuel Belletti      | Roberto Ferrari      |
| 2016  | Nicola Ruffoni      | Filippo Pozzato      | Jens Keukeleire      |
| 2017  | Luis León Sánchez   | Sonny Colbrelli      | Elia Viviani         |
| 2018  | Bauke Mollema       | Carlos Barbero       | Manuel Belletti      |
| 2019  | Sonny Colbrelli     | Alejandro Valverde   | Jack Haig            |